# Data.ai
data.ai（旧：アップアニー（英: App Annie Inc.））は、アプリに関する市場データと分析ツールを提供している、アメリカ合衆国の私企業。アプリパブリッシャー上位100社の9割以上が利用し、アプリの調査会社としては世界で最も広く利用される企業となっている。
本拠地はサンフランシスコ。世界11の国と地域に13のオフィスを持ち、日本では東京（霞ヶ関）に拠点（App Annie Japan）を持つ。フランス・パリ出身のバートランド・シュミット（Bertrand Schmitt）が、中国・北京で起業、2018年以降はテッド・クランツがCEOを務めている。
2022年2月に社名をApp Annieからdata.aiに変更したことを発表した。

## 沿革
- 2010年3月、英語版ウェブサイト開設。iOSを対象としたアプリのランキング情報Store Statsを提供。
- 2012年2月、Google Playを調査対象に追加。
- 2012年8月、サンフランシスコにオフィス開設。
- 2012年12月、東京とロンドンにオフィス開設。
- 2013年春、Amazon AppstoreとWindowsストアを調査対象に追加。
- 2013年秋、広告プラットフォームのデータを統合するAdvertising Analyticsのサービス開始。
- 2014年2月、日本法人を立ち上げ、11月に霞が関に事務所を開設[5]。
- 2014年5月、オランダのDistimo社を買収[6]。
- 2014年冬、アプリユーザーの属性や関連アプリ情報を提供するAudience Intelligenceのサービス開始。
- 2015年5月、カナダのMobidia社を買収[7]。
- 2015年11月、ベルリンとパリにオフィス開設[8]。
- 2017年12月、登録ユーザー数が100万を突破[9]。
- 2022年2月16日、社名をApp Annieからdata.aiに変更[10]。
- 2024年3月、Sensor Towerによって買収された[11]。